# Europäischer Schlittenhund
Der Europäische Schlittenhund bzw. Scandinavian Hound ist eine nicht  von der FCI anerkannte europäische Hunderasse.

## Herkunft und Geschichtliches
In den 1950er Jahren begann man in Skandinavien damit, Schlittenhunderennen mit Deutsch Kurzhaar und English Pointern sowie dem Skandinavischen Hound (Kreuzungen mit Huskies) zu fahren. Im Laufe der Zeit setzte sich dieser Hundetyp auf europäischen Rennen immer mehr durch.
Der Skandinavische Hound bzw. Europäische Schlittenhund ist keine Rasse im eigentlichen Sinne, sondern eher ein Hundetyp, der in unterschiedlichen Linien in Funktionszucht gezüchtet wird. Die Zuchtkomponenten sind neben English Pointer und Deutsch Kurzhaar auch einige skandinavische Vorstehhunde. Auffällig ist der schlanke, hochbeinige Körperbau und das relativ kurze Haar. Er gleicht eher einem Windhund als den traditionellen kompakten und eher langhaarigen Schlittenhunden. Er zeichnet sich durch unbändige Lauffreude aus und hat eine hervorragende Athletik. Durch sein ausgeprägtes Sozialverhalten kommt es selbst in großen Gruppen kaum zu Konflikten. Er bindet sich stark an den Menschen, lernt leicht, und hat den Wunsch es dem Musher ständig Recht zu machen.
Trotz seines für kalte Gegenden untypischen Aussehens kommt er mit Temperaturen bis etwa minus 25 °C gut zurecht. Bei scharfem Wind ist es aber üblich den Hunden einen Körperschutz in Form von Decken überzuziehen. Beim Yukon Quest oder Iditarod werden diese Decken seit Jahren auch den wesentlich dicker behaarten Alaskan Huskies angelegt.

## Beschreibung
Der Europäische Schlittenhund ist ein eleganter Hund: Rüden werden bis 72 cm groß und 34 kg schwer, Hündinnen sind etwas kleiner und leichter. Er hat kurzes, aber dichtes Fell mit sehr viel Unterwolle in allen Farben und meist mittelgroße Schlapp- oder Knickohren. Als Schlittenhund ist er sehr ausdauernd, hat aber auch großes Sprintpotential.

## Wesen
Schlittenhund des neuen Typs, durch seine Bindung an den Menschen auch hervorragender Familienhund. Entwickelt sich im Vergleich zu den traditionellen Schlittenhunden langsam und ist oft erst im dritten Lebensjahr einsatzfähig.